# Conjecture de Duffin-Schaeffer
La conjecture de Duffin-Schaeffer est une conjecture (maintenant un théorème) en mathématiques, concernant l'approximation diophantienne proposée par R. J. Duffin et A. C. Schaeffer en 1941. Elle stipule que si {\displaystyle f:\mathbb {N} \rightarrow \mathbb {R} ^{+}} est une fonction à valeurs réelles prenant des valeurs positives, alors pour presque tout {\displaystyle \alpha } (par rapport à la mesure de Lebesgue), l'inégalité
{\displaystyle \left|\alpha -{\frac {p}{q}}\right|<{\frac {f(q)}{q}}}
a une infinité de solutions en {\displaystyle p,q} entiers premiers entre eux avec {\displaystyle q>0} si et seulement si
{\displaystyle \sum _{q=1}^{\infty }f(q){\frac {\varphi (q)}{q}}=\infty ,}
où {\displaystyle \varphi (q)} est l'indicatrice d'Euler.
En 2019, la conjecture de Duffin-Schaeffer a été prouvée par Dimitris Koukoulopoulos et James Maynard.

## Progrès
L'implication de l'existence des approximations rationnelles par la divergence de la série découle du lemme de Borel-Cantelli. La reciproque était le cœur de la conjecture. Il y a eu de nombreux résultats partiels de la conjecture de Duffin-Schaeffer : Paul Erdős a établi en 1970 que la conjecture est vraie s'il existe une constante {\displaystyle c>0} tel que pour tout entier {\displaystyle n} nous avons soit {\displaystyle f(n)=c/n} ou {\displaystyle f(n)=0},. Cela a été renforcé par Jeffrey Vaaler en 1978 pour le cas {\displaystyle f(n)=O(n^{-1})},.
En 2006, Beresnevich et Velani ont prouvé qu'une conjecture analogue pour la mesure de Hausdorff est équivalente à la conjecture originale de Duffin-Schaeffer, qui est a priori plus faible. Ce résultat est publié dans les Annals of Mathematics.
En juillet 2019, Dimitris Koukoulopoulos et James Maynard ont annoncé une preuve de la conjecture. En juillet 2020, la preuve a été publiée dans les Annals of Mathematics.

## Problèmes connexes
Un analogue de dimension supérieure de cette conjecture a été résolu par Vaughan et Pollington en 1990,,.